# Tetramitia
Die Tetramitia sind die umfangreichste Gruppe der Heterolobosea, einer Gruppe von Protisten.

## Merkmale
Begeißelte Formen weisen meist vier Geißeln auf oder je zwei Kinetide, deren Kinetosomen parallel angeordnet sind (mit Ausnahme von Stephanopogon). Apomorphes Merkmal ist, dass die rRNA der kleinen ribosomalen Untereinheit eine charakteristische Haarnadelstruktur mit 17 Basenpaaren Stamm und einer Base Schleife aufweist.

## Systematik

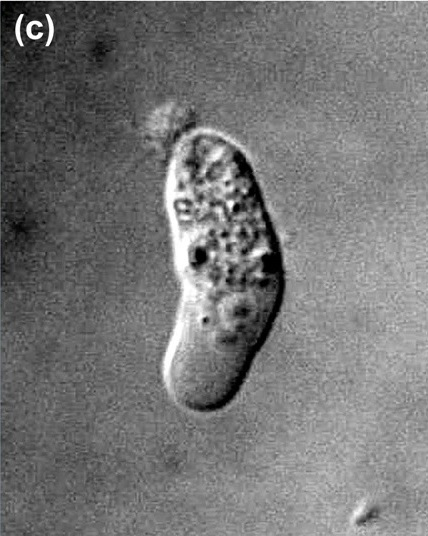
Tetramitus thermacidophilus, Stamm BSL, DIC-Aufnahme

Die Tetramitia umfassen drei früher in eigene Taxa gestellte Gruppen, nämlich die Vahlkampfiidae, die Gruberellidae und die Acrasidae. Schwestertaxon sind die aus nur einer Gattung bestehenden Pharyngomonadidae.
- Tetramitia
  - Fließamöben (Vahlkampfia)
  - Stephanopogon
  - Pocheina
  - Acrasis
  - Naegleria, darin
    - Naegleria fowleri
    - Naegleria gruberi

  - Tetramitus
    - Tetramitus thermacidophilus

  - Psalteriomonas
  - Heteramoeba
  - Percolomonas

## Nachweise
Fußnoten direkt hinter einer Aussage belegen die einzelne Aussage, Fußnoten direkt hinter einem Satzzeichen den gesamten vorangehenden Satz. Fußnoten hinter einer Leerstelle beziehen sich auf den kompletten vorangegangenen Absatz.
1. ↑  Wiktionary: kinetid (englisch).
2. 1 2  Adl, S. M., Simpson, A. G. B., Lane, C. E., Lukeš, J., Bass, D., Bowser, S. S., Brown, M. W., Burki, F., Dunthorn, M., Hampl, V., Heiss, A., Hoppenrath, M., Lara, E., le Gall, L., Lynn, D. H., McManus, H., Mitchell, E. A. D., Mozley-Stanridge, S. E., Parfrey, L. W., Pawlowski, J., Rueckert, S., Shadwick, L., Schoch, C. L., Smirnov, A. and Spiegel, F. W.: The Revised Classification of Eukaryotes. Journal of Eukaryotic Microbiology, 59: 429–514, 2012, PDF Online